# BMW 2800 Bertone Spicup
BMW 2800 Bertone Spicup è una concept car realizzata dalla BMW insieme alla Bertone nel 1969.

## Contesto
Disegnata da Marcello Gandini per la Carrozzeria Bertone, la linea si rifà alla BMW 507. Il nome Spicup è una parola nata dalla fusione di spider e coupé ed è considerata da alcuni come antesignano delle coupé cabriolet grazie alla capote che è formata da tre lamierati che sono posizionati sulla sommità del rollbar e uscono per creare una capote chiusa. La vettura commissionata dalla BMW alla Bertone, faceva il seguito a una collaborazione iniziata tra le due aziende dalla BMW 3200 CS del 1962, con il tetto, progettato dalla Bertone; a causa degli onerosi costi di sviluppo la vettura non fu mai prodotta in serie.
Molti elementi del design riprendo stilemi cari a Gandini, con elementi che richiamano le precedenti vetture disegnata dallo stilista italiano quali la Lamborghini Miura e l'Alfa Romeo Montreal, con i fanali semi nascosti e il cofano motore imponente. La vettura è basata sulla meccanica della BMW 2500 pre-serie che aveva già percorso 100.000 km. La carrozzeria italiana diminuì il passo di 350 mm, per una lunghezza totale di 4150 mm.